# Suillellus caucasicus
Espèce
Suillellus caucasicus est décrit comme une espèce de champignons de la famille des Boletaceae. Taxon douteux, auparavant considéré comme une espèce à part entière, on le soupçonne fortement aujourd'hui de n'être qu'une forme de Suillellus luridus.
- (en) Catalogue of Life : Boletus caucasicus Singer ex Alessio 1985 (consulté le 19 juin 2013)
- (en) Index Fungorum : Boletus caucasicus Singer ex Alessio 1985 (consulté le 19 juin 2013)
- (en) MycoBank : Boletus caucasicus Singer ex Alessio 1985 (consulté le 19 juin 2013)
- (en) NCBI : Boletus caucasicus (taxons inclus) (consulté le 19 juin 2013)